# چورداف
چورداف (به لاتین: Churdaf) یک منطقهٔ مسکونی در روسیه است که در داغستان واقع شده‌است.